# 黄宝善
黄宝善（1931年12月—），男，辽宁锦州人，中国电影导演，曾任八一电影制片厂导演，中国电影家协会理事。